# Мезоглея
Мезоглея представлява прозрачна пихтиеста субстанция която се намира между двата епително клетъчни слоя в телата на мешестите и гъбите.

Мезоглеата е съставена предимно от вода. Освен вода съдържа и още няколко неща като фибриларният протеинин колаген и от хепаран-сулфатни протеогликани. Обикновено не съдържа клетки, но и при мешестите и при гребенестите мезоглеята съдържа мускулни снопове и нервни влакна. Още нервни и мускулни клетки лежат точно под епителните слоеве. Мезоглеята съдържа също и скитащи амебоцити които играят важна роля във фагоцитозата на отпадни продукни и бактерии. Тези клетки синтезират антибактериални вещества.